# Perameles myosuros
Perameles myosuros is een uitgestorven buideldas uit het geslacht der spitsneusbuideldassen. De wetenschappelijke naam van de soort werd voor het eerst geldig gepubliceerd door Johann Andreas Wagner in 1841.

## Taxonomie
Deze soort werd traditioneel als synoniem van Perameles bougainville gerekend, maar uit onderzoek uit 2018 is gebleken dat het een aparte soort was.

## Voorkomen
De soort kwam voor in het zuidwesten van West-Australië.
Levende soorten: Perameles bougainville · Tasmaanse buideldas (Perameles gunnii) · Spitsneusbuideldas (Perameles nasuta) · Perameles pallescens

Uitgestorven soorten: Woestijnbuideldas (Perameles eremiana) · Perameles fasciata · Perameles myosuros · Perameles notina · Perameles papillon